# Otvorena dozvola
Otvorena dozvola je vrsta licencije odnosno dozvole koja omogućava korisnicima slobodnu uporabu informacija, u komercijalnu ili nekomercijalnu svrhu, koja uključuje umnožavanje (reproduciranje), distribuiranje, stavljanje na raspolaganje trećima te izmjene uz obavezno navođenje izvora informacije. Dakle, mogu se kopirati, objavljivati, distribuirati, priopćavati javnosti, prerađivati, iskoristiti informacije u komercijalne i nekomercijalne svrhe, kombinirajući ih s drugim informacijama i uvrštavajući ih u svoj proizvod te prenositi bez posebne dozvole uz navođenje izvora (osim u slučaju kada je izričito navedeno da je sadržaj prenesen iz drugog izvora). Ponovna uporaba dopuštena je uz uvjet da bude naveden izvor podataka. Korisnik nema pravo koristiti informacije na način kojim sugerira njihov službeni status niti smije navesti da autor podataka odobrava obrađene informacije od strane građana ili poduzetnika koji je preuzeo informacije. Preuzimanjem informacija za daljnju uporabu, Korisnik prihvaća navedene uvjete korištenja. Bez obzira na svrhu ponovne uporabe informacija, Korisnik će s njima postupati u dobroj vjeri te nije dozvoljena zlouporaba preuzetih informacija. Nije dozvoljeno korištenje informacija za primjenu ili objavu u svrhu kriminalnih, ilegalnih, rasističkih, diskriminirajućih, klevetničkih, pornografskih, seksističkih ili homofobnih aktivnosti. Međutim, korisnicima se savjetuje da provjere obavijesti o autorskim pravima pojedinih dokumenata i mrežnih stranica koje se održavaju u okviru internetskog mjesta.